# Balmertshofen
Balmertshofen ist ein Ortsteil des Marktes Pfaffenhofen an der Roth und eine Gemarkung im Landkreis Neu-Ulm im Westen des bayerischen Regierungsbezirks Schwaben.

## Lage
Das Kirchdorf liegt knapp vier Kilometer östlich des Hauptortes, der über eine Gemeindestraße und anschließend über die Kreisstraße NU 3 erreichbar ist. Durch den westlichen Teil des Ortes verläuft die Kreisstraße NU 18. Von Süden nach Norden durchzieht der Osterbach das Dorf.

## Geschichte
Der 1224 erstmals genannte Ort verzeichnete um 1700 zwölf Höfe und Sölden. Auf dem Sandberg ist ein Friedhof mit bemerkenswerten geschnitzten Holzkreuzen. Die Flur der ehemaligen Gemeinde hat 170,7 Hektar. Am 1. Januar 1972 wurde die Gemeinde Balmertshofen in den Markt Pfaffenhofen eingegliedert.

## Baudenkmal
Einziges in die amtliche Denkmalliste eingetragenes Objekt ist die 1777 geweihte Kapelle St. Michael. In ihr befinden sich zwei wertvolle Relieffiguren von St. Sebastian und St. Ulrich aus dem 15. Jahrhundert.
Siehe: Liste der Baudenkmäler in Balmertshofen.